# Ли Джонджэ
Ли Джонджэ (кор. 이정재; род. 15 декабря 1972, Сеул, Республика Корея) — южнокорейский актёр и модель. Ли Джонджэ учился актёрскому мастерству в университете Донгук. В 1993 году начал работать моделью, а затем начал актёрскую карьеру. Снялся в различных жанрах: романтический фильм, мелодрама, кинокомедия, боевик, триллер, исторический фильм.
В 2021 году Ли Джонджэ исполнил главную роль Сон Ги Хуна / Игрока № 456 в первом сезоне драматического сериала Netflix «Игра в кальмара», которая принесла ему всемирную известность и за которую он был номинирован на несколько премий и наград. В декабре 2024 и в июне 2025 года вышли второй и третий сезоны этого сериала соответственно, где Ли также сыграл главную роль.
В 2022 году состоялась премьера фильма «Охота», который Ли Джонджэ срежиссировал, и в котором он же сыграл главную роль.

## Фильмография

### Фильмы
| Год  | Название                                  | Роль                                        |
| ---- | ----------------------------------------- | ------------------------------------------- |
| 1994 | Молодой человек                           | Ли Хан                                      |
| 1996 | Альбатрос                                 | Пхен Сан                                    |
| 1997 | Жар-птица                                 | Янг Ху                                      |
| 1997 | Отец против сына                          | Парк Су Сок                                 |
| 1998 | Интрижка                                  | Ву Ин                                       |
| 1999 | Город восходящего солнца                  | Хонг Ки                                     |
| 1999 | Восстание                                 | Ли Джэсу                                    |
| 2000 | Интервью                                  | Ын Сок                                      |
| 2000 | Домик у моря                              | Сан Хён                                     |
| 2000 | Асако в рубиновых туфлях                  | Ву Ин                                       |
| 2001 | Последний подарок                         | Чон Ёнки                                    |
| 2001 | Морская синева мегаполиса 2025            | Dust                                        |
| 2001 | Последний свидетель                       | детектив О                                  |
| 2002 | Над радугой                               | Ли Джинсу                                   |
| 2003 | О! Братья                                 | О Санву                                     |
| 2005 | Тайфун                                    | Кан Седжон                                  |
| 2008 | Случайный гангстер и ошибочная куртизанка | Чхон Дун                                    |
| 2010 | Горничная                                 | Хун                                         |
| 2012 | El Fin del Mundo                          |                                             |
| 2012 | Воры                                      | Пью Пей                                     |
| 2013 | Новый мир                                 | Ли Джасун                                   |
| 2013 | Читающий лица                             | Седжо                                       |
| 2014 | Большой матч                              | Чой Ик Хо                                   |
| 2015 | Убийство                                  | Йом Сокчин                                  |
| 2016 | Тик Так                                   | Цзян Чэнь Цзюнь                             |
| 2016 | Операция «Хромит»                         | Чан Хаксу                                   |
| 2017 | Войны рассвета                            | То-ву                                       |
| 2017 | Вместе с Богами: два мира                 | Бог смерти (король Йомра)                   |
| 2018 | Вместе с Богами: последние 49 дней        | Бог смерти (король Йомра)                   |
| 2019 | Сваха: шестой палец                       | Пастор Патрик                               |
| 2019 | Брак по случайности                       | Юрист; продюсер                             |
| 2020 | Избави нас от лукавого                    | Солнечный луч                               |
| 2022 | Охота                                     | Пак Пхен Хо; продюсер, сценарист и режиссёр |

### Телесериалы
| Год       | Название               | Роль                     |
| --------- | ---------------------- | ------------------------ |
| 1993      | Учитель динозавров     | Ли Юнг Чжэ               |
| 1993      | Чувства                | Хан Джун                 |
| 1995      | Любовь голубая         | На Джэ Сан               |
| 1995      | Песочные часы          | Бэк Чихи                 |
| 1997      | Улитка                 | Донг Чхоль               |
| 1998      | Белые ночи 3.98        | Ли Янгджун               |
| 2007      | Воздушный город        | Ким Джисон               |
| 2009      | Тройка                 | Шин Хвал                 |
| 2019      | Начальник штаба        | Чан Тхэджун              |
| 2020      | Отсроченное правосудие | Чан Тхэджун              |
| 2021      | Мир дорам              | камео                    |
| 2021—2025 | Игра в кальмара        | Сон Ги Хун / Игрок № 456 |
| 2024      | Аколит                 | Сол                      |

## Награды
На церемонии «Голубой дракон» Ли Джонджэ получил награду за лучшую мужскую роль в «Город восходящего солнца» (1999)
На Fantasporto в 2011 году награждён за фильм «Служанка» («Горничная», 2010).
За главную роль в сериале «Игра в кальмара» номинирован сразу на несколько премий и наград.
| Награда                        | Дата церемонии  | Категория                                    | Результат | Ист.   |
| ------------------------------ | --------------- | -------------------------------------------- | --------- | ------ |
| Международная премия AACTA     | 26 января 2022  | Лучший актёр в сериале                       | Номинация | [ 4 ]  |
| Asia Artist Awards             | 2 декабря 2021  | Главный приз                                 | Победа    | [ 5 ]  |
| Asia Artist Awards             | 2 декабря 2021  | Невероятная награда                          | Победа    | [ 5 ]  |
| Выбор телевизионных критиков   | 13 марта 2022   | Лучшая мужская роль в драматическом сериале  | Победа    | [ 6 ]  |
| Critics’ Choice Super Awards   | 17 марта 2022   | Лучшая мужская роль в боевике                | Победа    | [ 7 ]  |
| Director’s Cut Awards          | 24 февраля 2022 | Лучшая мужская роль                          | Номинация | [ 8 ]  |
| Премия «Независимый дух»       | 6 марта 2022    | Лучшее мужское исполнение в новом сериале    | Победа    | [ 9 ]  |
| Премия «Золотой глобус»        | 9 января 2022   | Лучший актёр в телевизионном сериале — драма | Номинация | [ 10 ] |
| Премия «Готэм»                 | 29 ноября 2021  | Выдающееся выступление в новом сериале       | Номинация | [ 11 ] |
| Pena de Prata                  | 19 декабря 2021 | Лучшая мужская роль в драматическом сериале  | Номинация | [ 12 ] |
| Премия Гильдии киноактёров США | 27 февраля 2022 | Лучшая мужская роль в драматическом сериале  | Победа    | [ 13 ] |